# Kraljevi astronom
Kraljévi astronóm (angleško Astronomer Royal) je bil izvirno naziv za predstojnika Kraljevega observatorija Greenwich, od leta 1972 pa je preprosto častni naziv.
Prvi kraljevi astronom je postal John Flamsteed 4. marca 1675, ko so ustanovili Kraljevi observatorij v Greenwichu. Celoten seznam kraljevih astronomov je naveden v spodnji preglednici.
| kraljevi astronom              | od   | do   |
| ------------------------------ | ---- | ---- |
| John Flamsteed                 | 1675 | 1719 |
| Edmond Halley                  | 1720 | 1742 |
| James Bradley                  | 1742 | 1762 |
| Nathaniel Bliss                | 1762 | 1764 |
| Nevil Maskelyne                | 1765 | 1811 |
| John Pond                      | 1811 | 1835 |
| George Biddell Airy            | 1835 | 1881 |
| William Henry Mahoney Christie | 1881 | 1910 |
| Frank Watson Dyson             | 1910 | 1933 |
| Harold Spencer Jones           | 1933 | 1955 |
| Richard van der Riet Woolley   | 1956 | 1971 |
| Martin Ryle                    | 1972 | 1982 |
| Francis Graham-Smith           | 1982 | 1990 |
| Arnold Wolfendale              | 1991 | 1995 |
| Martin John Rees               | 1995 | 9999 |

Seznam predstojnikov Kraljevega observatorija od leta 1972:
| Eleanor Margaret Peachey Burbidge | 1972 - 1973 |
| Alan Hunter                       | 1973 -      |